# Liste der denkmalgeschützten Objekte in St. Georgen bei Obernberg am Inn
Die Liste der denkmalgeschützten Objekte in Sankt Georgen bei Obernberg am Inn enthält die denkmalgeschützten, unbeweglichen Objekte der Gemeinde St. Georgen bei Obernberg am Inn in Oberösterreich (Bezirk Ried im Innkreis).

## Denkmäler
| Foto |                 | Denkmal                                                                   | Standort                                                                           | Beschreibung | Metadaten |
| ---- | --------------- | ------------------------------------------------------------------------- | ---------------------------------------------------------------------------------- | --- | --- |
| ja   | Datei hochladen | Ehem. Pestsäule HERIS-ID: 62368 Objekt-ID: 74901                          | Sankt Georgen bei Obernberg am Inn 5 Standort KG: St. Georgen bei Obernberg am Inn | Ehemalige Pestsäule, 2. Hälfte des 17. Jh. aus Rotmarmor, nordöstlich am Treppenaufgang zur Kirche. Ursprünglicher Standort zwischen Hofing und Dietraching, restauriert 1973. | BDA-Hist.: Q38099606 Status: § 2a Stand der BDA-Liste: 2025-06-30 Name: Ehem. Pestsäule GstNr.: 81 Pestsäule St. Georgen bei Obernberg am Inn                              |
| ja   | Datei hochladen | Kath. Pfarrkirche hl. Georg und Friedhof HERIS-ID: 52575 Objekt-ID: 59747 | Sankt Georgen bei Obernberg am Inn Standort KG: St. Georgen bei Obernberg am Inn   | Die Pfarrkirche ist ein Tuffquaderbau mit einem einschiffigen Langhaus. Der zweijochige Chor mit 3/8-Schluss ist leicht eingezogen.                                            | BDA-Hist.: Q23541885 Status: § 2a Stand der BDA-Liste: 2025-06-30 Name: Kath. Pfarrkirche hl. Georg und Friedhof GstNr.: 80 Pfarrkirche Sankt Georgen bei Obernberg am Inn |

## Ehemalige Denkmäler
| Foto |                 | Denkmal                           | Standort                                                                            | Beschreibung | Metadaten                                                                                    |
| ---- | --------------- | --------------------------------- | ----------------------------------------------------------------------------------- | ------------ | -------------------------------------------------------------------------------------------- |
| ja   | Datei hochladen | Pfarrhof Objekt-ID: 74898bis 2012 | Sankt Georgen bei Obernberg am Inn 12 Standort KG: St. Georgen bei Obernberg am Inn |              | BDA-Hist.: Q106665510 Status: § 2a Stand der BDA-Liste: 2012-06-06 Name: Pfarrhof GstNr.: 96 |